# Абасиди
Абасидите са арабска династия, която управлява Багдадския халифат от 750 до 1258 г.
Основателят на династията Абул-Абас ас-Сафах установява своята резиденция в ал-Хашим. След неговата смърт престолът е зает от брат му Абу-Джаафар, наречен ал-Мансур – „Победоносният“ (754 – 775 г.), когото считат за фактически създател на могъщата държава на Абасидите. През 762 г. той създава новата столица Багдад и я нарича „Мадинат ас-Салям“ – „Град на мира“. Известен представител на Абасидите е Харун-ар-Рашид (786 – 809 г.), който покровителства развитието на науката и културата, подпомага земеделието, търговията и занаятите и поддържа оживени международни контакти. Държавата на Абасидите достига забележителен разцвет през управлението на халифите ал-Амин (809 – 813 г.), Абдаллах ал-Мамун (813 – 833 г.), Мутадид (892 – 902 г.), с когото завършва „златният век“ на халифата. От 1055 г., когато Багдад е завладян от селджукските турци, Абасидите са само религиозни ръководители. Последеният им представител е ал-Мустасим (1242 – 1258 г.), който е убит при превземането на Багдад по време на монголските нашествия.
Абасидите утвърждават властта си след 750 година, когато свалят Умаядите и ги избиват, като само отделни представители се спасяват в Ал-Андалус. Жестоките репресии стават фактор за разпадане на мюсюлманското единство и отслабване на тяхната власт към средата на X век. Засилва се могъществото на местни династии, като Аглабидите и Фатимидите, нараства влиянието на шиитските секти и наемните войски мамелюци. Тези фактори водят до криза на халифата и временно прекратяване на ислямската експанзия.
След падането на Багдад един от Абасидите – ал-Мустанзир – успява да избяга в Египет, където три години по-късно халифатът е възстановен под контрола на мамелюците. За да легитимират управлението си, мамелюците се обявяват за защитници на исляма и търсят потвърждение за легитимността на властта си от халифа. Мамелюкът Байбарс провъзгласява ал-Мустанзир за халиф, а той на свой ред провъзгласява Байбарс за султан. Освен това халифът признава властта на мамелюкския султан над Египет, Сирия, Месопотамия, Диарбекир, Хиджаз и Йемен, както и върху всяка територия, отвоювана от кръстоносците или монголите. Наследниците на ал-Мустанзир продължават да носят титлата халиф, но нямат никаква реална власт в управлението:с. 30 – 1.
Този последен клон на династията се задържа на власт до 1517 г., когато османските турци превземат Египет и Сирия. Династията завършва с Ал-Мутавакил III, който е взет като затворник от Селим I в Цариград, където изпълнява церемониални функции до смъртта си през 1543 г.

## Списък на Абасидските халифи

### В Багдад (750 – 1258)
- Абул Абас ас-Сафах 750 – 754
- ал-Мансур 754 – 775
- ал-Махди 775 – 785
- ал-Хади 785 – 786
- Харун ал-Рашид 786 – 809
- ал-Амин 809 – 813
- ал-Мамун 813 – 833
- ал-Мутазим 833 – 842
- ал-Ватик 842 – 847
- ал-Мутавакил 847 – 861
- ал-Мунтазир 861 – 862
- ал-Мустаин 862 – 866
- ал-Мутаз 866 – 869
- ал-Мухтади 869 – 870
- ал-Мутамид 870 – 892
- ал-Мутадид 892 – 902
- ал-Муктафи 902 – 908
- ал-Муктадир 908 – 932
- ал-Кахир 932 – 934
- ар-Ради 934 – 940
- ал-Мутаки 940 – 944
- ал-Мустакфи 944 – 946
- ал-Мути 946 – 974
- ат-Таи 974 – 991
- ал-Кадир 991 – 1031
- ал-Каим 1031 – 1075
- ал-Муктади 1075 – 1094
- ал-Мустазхир 1094 – 1118
- ал-Мустаршид 1118 – 1135
- ар-Рашид 1135 – 1136
- ал-Муктафи 1136 – 1160
- ал-Мустанджид 1160 – 1170
- ал-Мустади 1170 – 1180
- ан-Насир 1180 – 1225
- аз-Захир 1225 – 1226
- ал-Мустансир 1226 – 1242
- ал-Мустазим 1242 – 1258

### В Кайро (1261 – 1517)
- ал-Мустанзир 1261
- ал-Хаким I 1262 – 1302
- ал-Мустакфи I 1302 – 1340
- ал-Ватик I 1340 – 1341
- ал-Хаким II 1341 – 1352
- ал-Мутадид I 1352 – 1362
- ал-Мутавакил I 1362 – 1383
- ал-Ватик II 1383 – 1386
- ал-Мутазим 1386 – 1389
- ал-Мутавакил I (повторно) 1389 – 1406
- ал-Мустаин 1406 – 1414
- ал-Мутадид II 1414 – 1441
- ал-Мустакфи II 1441 – 1451
- ал-Каим 1451 – 1455
- ал-Мустанджид 1455 – 1479
- ал-Мутавакил II 1479 – 1497
- ал-Мустамсик 1497 – 1508
- ал-Мутавакил III 1508 – 1517